# 12-Stunden-Rennen von Sebring 2016

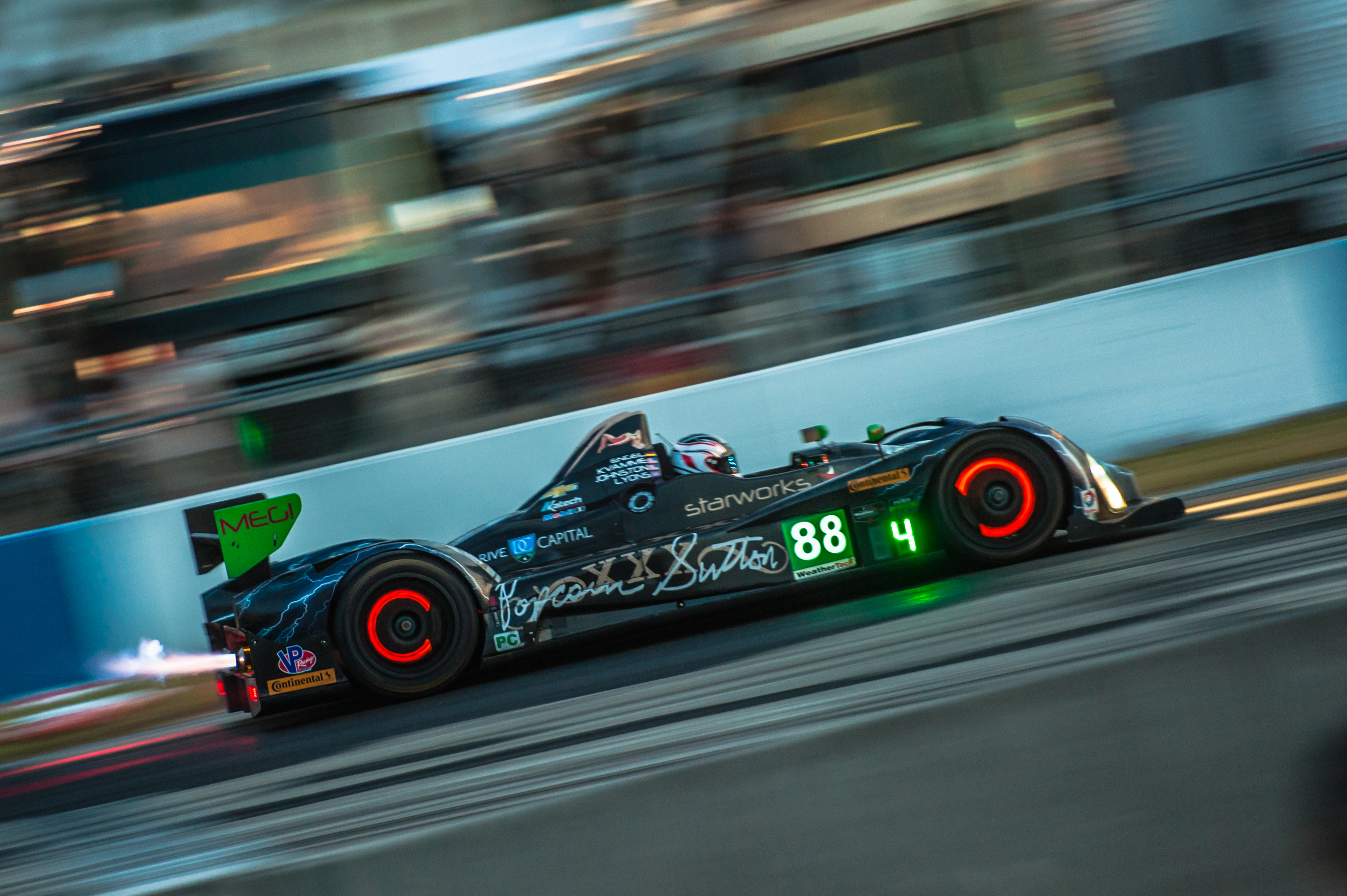
Der ausgefallene Oreca FLM09 von Sean Johnston, Maro Engel und Michael Lyons

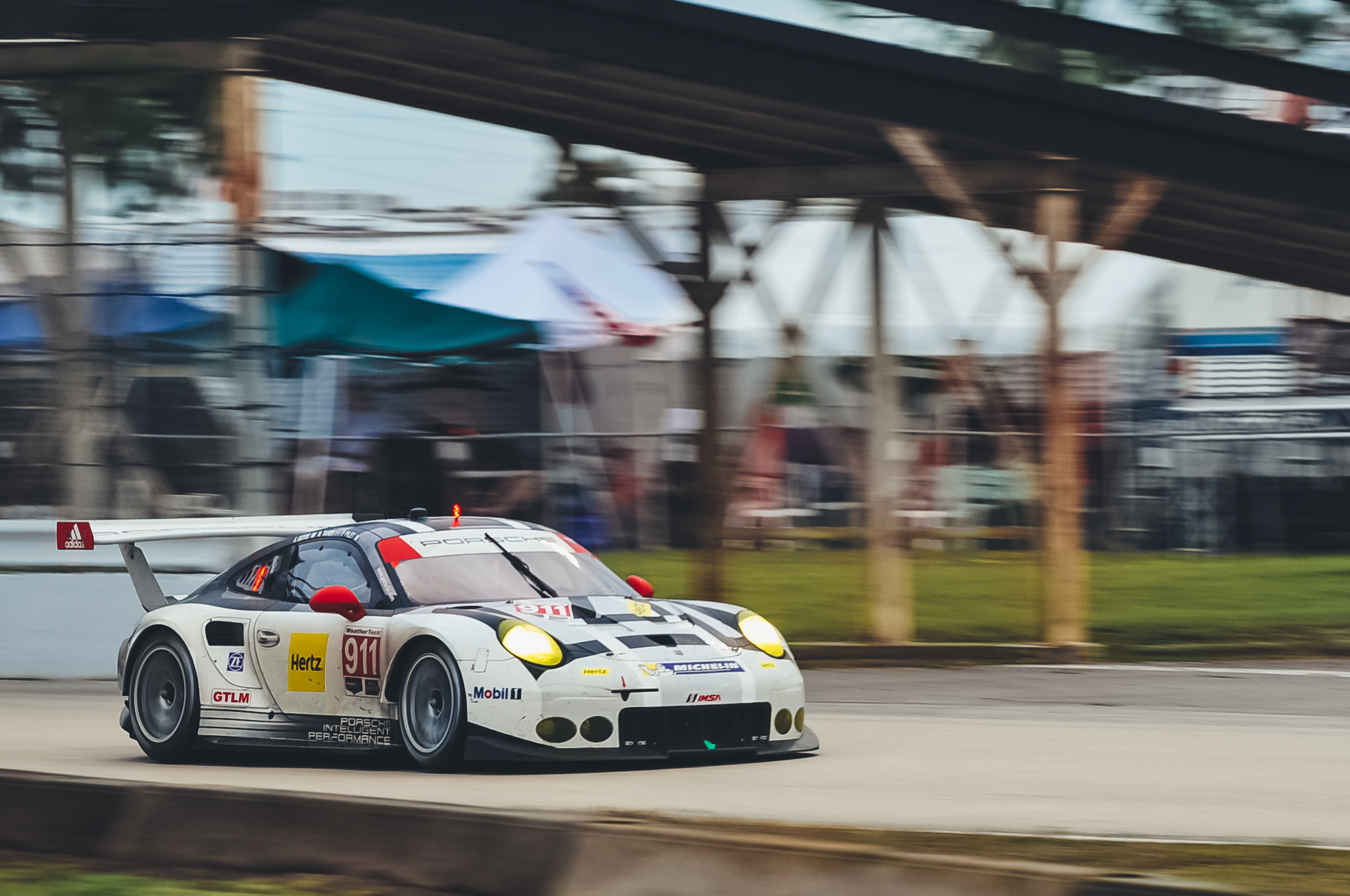
Der Porsche 911 RSR von Patrick Pilet, Nick Tandy und Kévin Estre

Das 64. 12-Stunden-Rennen von Sebring, auch 64th Annual Mobil 1 Twelve Hours of Sebring Fueled by Fresh From Florida, fand am 18. März 2016 auf dem Sebring International Raceway statt und war der zweite Wertungslauf der IMSA WeatherTech SportsCar Championship 2016.

## Vor dem Rennen
Die Rennsaison der IMSA WeatherTech SportsCar Championship begann auch 2016 früh im Jahr mit dem 24-Stunden-Rennen von Daytona. Ende Januar trafen sich die Teams zum 24-Stunden-Rennen am Daytona International Speedway. Die Veranstaltung endete mit dem Gesamtsieg einer Rennmannschaft der LMP2-Klasse. Ed Brown, Johannes van Overbeek, Scott Sharp und Luís Felipe Derani siegten auf einem von Extreme Speed Motorsports gemeldeten Ligier JS P2.

## Das Rennen
Die Entscheidung über den Gesamtsieg beim 12-Stunden-Rennen fiel spät und wurde in den letzten Minuten des Rennens maßgeblich vom brasilianischen Extreme-Speed-Motorsports-Piloten Felipe Derani geprägt. Nach der letzten von 13. Gelbphasen, die durch einen Unfall von Andrew Meyrick im DeltaWing DWC13 ausgelöst wurde, lag Derani an der vierten Stelle. 15 Minuten vor dem Rennende hatte er als Einziger der Führenden beim letzten Service frische Reifen montiert bekommen und verfügte damit über das schnellste Auto. Erst überholte er Nicolas Lapierre im Oreca 05 und fünf Minuten vor dem Fallen der Zielflagge erst Filipe Albuquerque und dann Dane Cameron in der Action Express Racing-Chevrolet Corvette DP. Der lange Zeit führende Olivier Pla musste seinen Ligier in der letzten Runde mit einem Defekt in der Boxengasse abstellen.

## Ergebnisse

### Schlussklassement
| 1               | P    | 2   | Tequila Patron ESM           | Scott Sharp Ed Brown Johannes van Overbeek Luís Felipe Derani | Ligier JS P2             | 238 |
| 2               | P    | 31  | Action Express Racing        | Dane Cameron Eric Curran Scott Pruett                         | Chevrolet Corvette DP    | 238 |
| 3               | P    | 5   | Action Express Racing        | João Barbosa Christian Fittipaldi Filipe Albuquerque          | Chevrolet Corvette DP    | 238 |
| 4               | P    | 81  | DragonSpeed                  | Henrik Hedman Nicolas Lapierre Nicolas Minassian              | Oreca 05                 | 238 |
| 5               | P    | 90  | VisitFlorida.com Racing      | Marc Goossens Ryan Dalziel Ryan Hunter-Reay                   | Oreca 05                 | 238 |
| 6               | P    | 55  | Mazda Motorsports            | Jonathan Bomarito Tristan Nunez Spencer Pigot                 | Lola B12/80              | 238 |
| 7               | P    | 70  | Mazda Motorsports            | Tom Long Joel Long Ben Devlin Keiko Ihara                     | Lola B12/80              | 237 |
| 8               | PC   | 54  | CORE Autosport               | Jon Bennett Colin Braun Mark Wilkins                          | Oreca FLM09              | 236 |
| 9               | PC   | 52  | PR1/Mathiasen Motorsports    | Tom Kimber-Smith José Gutiérrez Robert Alon                   | Oreca FLM09              | 236 |
| 10              | GTLM | 4   | Corvette Racing              | Oliver Gavin Tommy Milner Marcel Fässler                      | Chevrolet Corvette C7.R  | 235 |
| 11              | GTLM | 25  | BMW Team RLL                 | Bill Auberlen Dirk Werner Bruno Spengler                      | BMW M6 GTLM              | 235 |
| 12              | GTLM | 912 | Porsche North America        | Earl Bamber Frédéric Makowiecki Michael Christensen           | Porsche 911 RSR          | 235 |
| 13              | GTLM | 62  | Risi Competizione            | Giancarlo Fisichella Toni Vilander Davide Rigon               | Ferrari 488 GTE          | 235 |
| 14              | GTLM | 67  | Ford Chip Ganassi Racing     | Ryan Briscoe Richard Westbrook Scott Dixon                    | Ford GT                  | 235 |
| 15              | GTLM | 100 | BMW Team RLL                 | John Edwards Lucas Luhr Kuno Wittmer                          | BMW M6 GTLM              | 235 |
| 16              | PC   | 8   | Starworks Motorsport         | Alex Popow Renger van der Zande David Heinemeier Hansson      | Oreca FLM09              | 233 |
| 17              | GTLM | 68  | Scuderia Corsa               | Alessandro Pier Guidi Daniel Serra Andrea Bertolini           | Ferrari 488 GTE          | 233 |
| 18              | PC   | 85  | JDC – Miller MotorSport      | Mikhail Goikhberg Chris Miller Stephen Simpson Kenton Koch    | Oreca FLM09              | 232 |
| 19              | PC   | 38  | Performance Tech             | James French Kyle Marcelli Josh Norman                        | Oreca FLM09              | 231 |
| 20              | GTD  | 63  | Scuderia Corsa               | Christina Nielsen Alessandro Balzan Jeff Segal                | Ferrari 488 GT3          | 229 |
| 21              | GTD  | 96  | Turner Motorsport            | Bret Curtis Jens Klingmann Ashley Freiberg                    | BMW M6 GT3               | 229 |
| 22              | GTD  | 44  | Magnus Racing                | John Potter Andy Lally Marco Seefried                         | Audi R8 LMS ultra        | 229 |
| 23              | GTD  | 34  | Team Seattle Alex Job Racing | Mario Farnbacher Alex Riberas Ian James                       | Porsche 911 GT3 R        | 229 |
| 24              | GTLM | 66  | Ford Chip Ganassi Racing     | Joey Hand Dirk Müller Sébastien Bourdais                      | Ford GT                  | 229 |
| 25              | GTD  | 22  | Alex Job Racing              | Cooper MacNeil Leh Keen Gunnar Jeannette                      | Porsche 911 GT3 R        | 229 |
| 26              | GTD  | 48  | Paul Miller Racing           | Bryce Miller Bryan Sellers Madison Snow                       | Lamborghini Huracán GT3  | 229 |
| 27              | GTD  | 97  | Turner Motorsport            | Michael Marsal Markus Palttala Jesse Krohn                    | BMW M6 GT3               | 229 |
| 28              | GTD  | 6   | Stevenson Motorsports        | Robin Liddell Andrew Davis Connor De Phillippi                | Audi R8 LMS ultra        | 229 |
| 29              | GTD  | 51  | Spirit of Race               | Matteo Cressoni Raffaele Giammaria Peter Ashley Mann          | Ferrari 458 Italia       | 229 |
| 30              | GTD  | 98  | Aston Martin Racing          | Paul Dalla Lana Pedro Lamy Mathias Lauda Richie Stanaway      | Aston Martin Vantage GT3 | 229 |
| 31              | PC   | 20  | BAR1 Motorsports             | Johnny Mowlem Mark Drumwright Ryan Lewis Don Yount            | Oreca FLM09              | 228 |
| 32              | GTD  | 16  | Change Racing                | Spencer Pumpelly Corey Lewis Al Carter                        | Lamborghini Huracán GT3  | 227 |
| 33              | GTD  | 33  | Riley Technologies           | Ben Keating Jeroen Bleekemolen Marc Miller                    | Dodge Viper GT3-R        | 227 |
| 34              | GTD  | 540 | Black Swan Racing            | Tim Pappas Nicky Catsburg Patrick Long Andy Pilgrim           | Porsche 911 GT3 R        | 226 |
| 35              | GTD  | 28  | Konrad Motorsport            | Terry Borcheller Franz Konrad Christopher Brück Josh Webster  | Lamborghini Huracán GT3  | 226 |
| 36              | GTD  | 45  | Krohn Racing                 | Tracy Krohn Niclas Jönsson Pierre Kaffer                      | Audi R8 LMS ultra        | 220 |
| 37              | GTLM | 3   | Corvette Racing              | Jan Magnussen Antonio García Mike Rockenfeller                | Chevrolet Corvette C7.R  | 202 |
| 38              | P    | 24  | Alegra Motorsports           | Carlos de Quesada Daniel Morad Cameron Lawrence               | Riley DP                 | 195 |
| Ausgefallen     |      |     |                              |                                                               |                          |     |
| 39              | P    | 60  | Michael Shank Racing         | John Pew Oswaldo Negri Olivier Pla                            | Ligier JS P2             | 237 |
| 40              | P    | 0   | Panoz DeltaWing Racing       | Katherine Legge Sean Rayhall Andrew Meyrick                   | DeltaWing DWC13          | 229 |
| 41              | P    | 50  | Highway to Help              | Jim Pace Bryon de Foor David Hinton Dorsey Schroeder          | Riley DP                 | 212 |
| 42              | PC   | 88  | Starworks Motorsport         | Sean Johnston Maro Engel Michael Lyons                        | Oreca FLM09              | 209 |
| 43              | P    | 10  | Wayne Taylor Racing          | Ricky Taylor Jordan Taylor Max Angelelli Rubens Barrichello   | Chevrolet Corvette DP    | 169 |
| 44              | GTD  | 9   | Stevenson Motorsports        | Lawson Aschenbach Matthew Bell Dion von Moltke                | Audi R8 LMS ultra        | 165 |
| 45              | GTD  | 73  | Park Place Motorsports       | Patrick Lindsey Jörg Bergmeister Matt McMurry                 | Porsche 911 GT3 R        | 145 |
| 46              | GTLM | 911 | Porsche North America        | Patrick Pilet Nick Tandy Kévin Estre                          | Porsche 911 RSR          | 116 |
| 47              | GTD  | 11  | O’Gara Motorsport            | Bill Sweedler Townsend Bell Richard Antinucci                 | Lamborghini Huracán GT3  | 30  |
| 48              | GTD  | 27  | Dream Racing Competition     | Paolo Ruberti Cédric Sbirrazzuoli Fabio Babini Luca Persiani  | Lamborghini Huracán GT3  | 27  |
| Nicht gestartet |      |     |                              |                                                               |                          |     |
| 49              | GTD  | 21  | Konrad Motorsport            | Pierre Ehret Christopher Zöchling Jürgen Krebs                | Lamborghini Huracán GT3  | 1   |

1 nicht gestartet

### Nur in der Meldeliste
Zu diesem Rennen sind keine weiteren Meldungen bekannt.

### Klassensieger
| Klasse | Fahrer            | Fahrer            | Fahrer                | Fahrer             | Fahrzeug                | Platzierung im Gesamtklassement |
| ------ | ----------------- | ----------------- | --------------------- | ------------------ | ----------------------- | ------------------------------- |
| P      | Scott Sharp       | Ed Brown          | Johannes van Overbeek | Luís Felipe Derani | Ligier JS P2            | Gesamtsieg                      |
| PC     | Jon Bennett       | Colin Braun       | Mark Wilkins          |                    | Oreca FLM09             | Rang 8                          |
| GTLM   | Oliver Gavin      | Tommy Milner      | Marcel Fässler        |                    | Chevrolet Corvette C7.R | Rang 10                         |
| GTD    | Christina Nielsen | Alessandro Balzan | Jeff Segal            |                    | Ferrari 488 GT3         | Rang 20                         |

### Renndaten
- Gemeldet: 49
- Gestartet: 48
- Gewertet: 37
- Rennklassen: 4
- Zuschauer: unbekannt
- Wetter am Renntag: warm und trocken, Regenschauer und Gewitter
- Streckenlänge: 6,019 km
- Fahrzeit des Siegerteams: 12:00:59,881 Stunden
- Gesamtrunden des Siegerteams: 238
- Gesamtdistanz des Siegerteams: 1432,522 km
- Siegerschnitt: unbekannt
- Pole Position: Olivier Pla – Ligier JS P2 (#60) – 1:51,217
- Schnellste Rennrunde: Luís Felipe Derani – Ligier JS P2 (#2) – 1:52,419
- Rennserie: 2. Lauf zur IMSA WeatherTech SportsCar Championship 2016